# Антверпен (покрајина)
Провинција Антверпен (хол. Provincie Antwerpen) је једна од пет провинција белгијског региона Фландрије. То је најсевернија провинција Белгије. 
Провинција Антверпен је 2010. имала 1.744.862 становника и најмногољуднија је провинција Белгије. Становништво говори фламански језик. Главни и највећи град је Антверпен. 
Гранично војводство Антверпен настало је 974. у циљу одбране од војводства Фландрије. Касније је постало део Брабанта, Бургундије, Шпанске и Аустријске Низоземске. Данашња провинција формирана је за време Наполеонове власти. 